# ゴート・タイイング

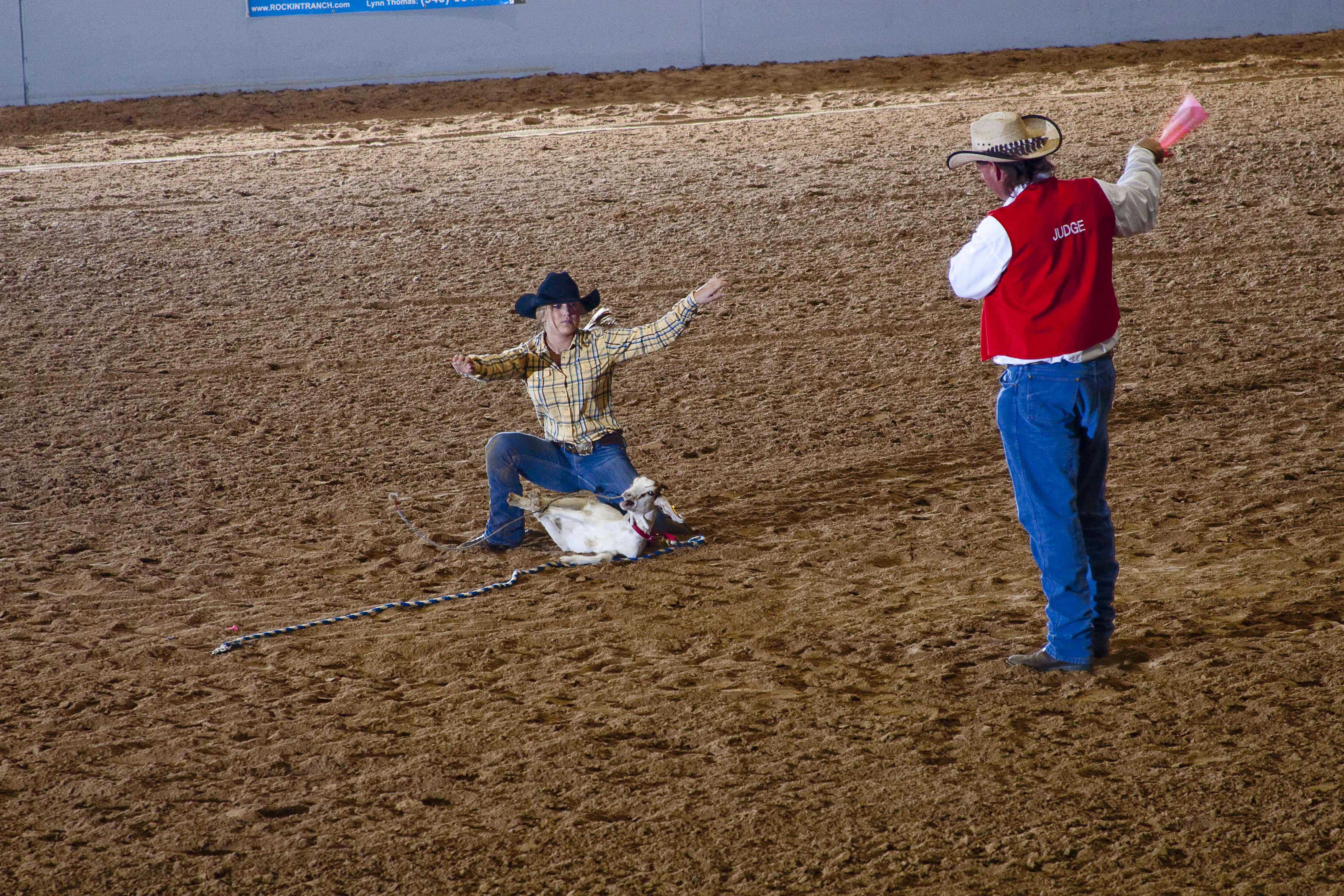
ヤギを縛り上げた競技者

ゴート・タイイング（英語: Goat tying）はアメリカのヤギを使ったアニマルスポーツの1つ。
ロデオの一種。

## 概要
スタート地点からヤギのいるところまで馬に乗って駆け寄る。
走っている馬から飛び降りるてヤギを捕まえ、地面に叩きつけて動けなくした後、ロープで縛り上げる。
一般的なルールでは、ヤギを縛って6秒以内にロープが解けてしまった場合、無効となる。
ヤギを縛り上げて6秒経過時点のタイムの速さを競う。
中学までは男女両方、高校以上では女子がメインとなっている。

## 動物虐待との批判

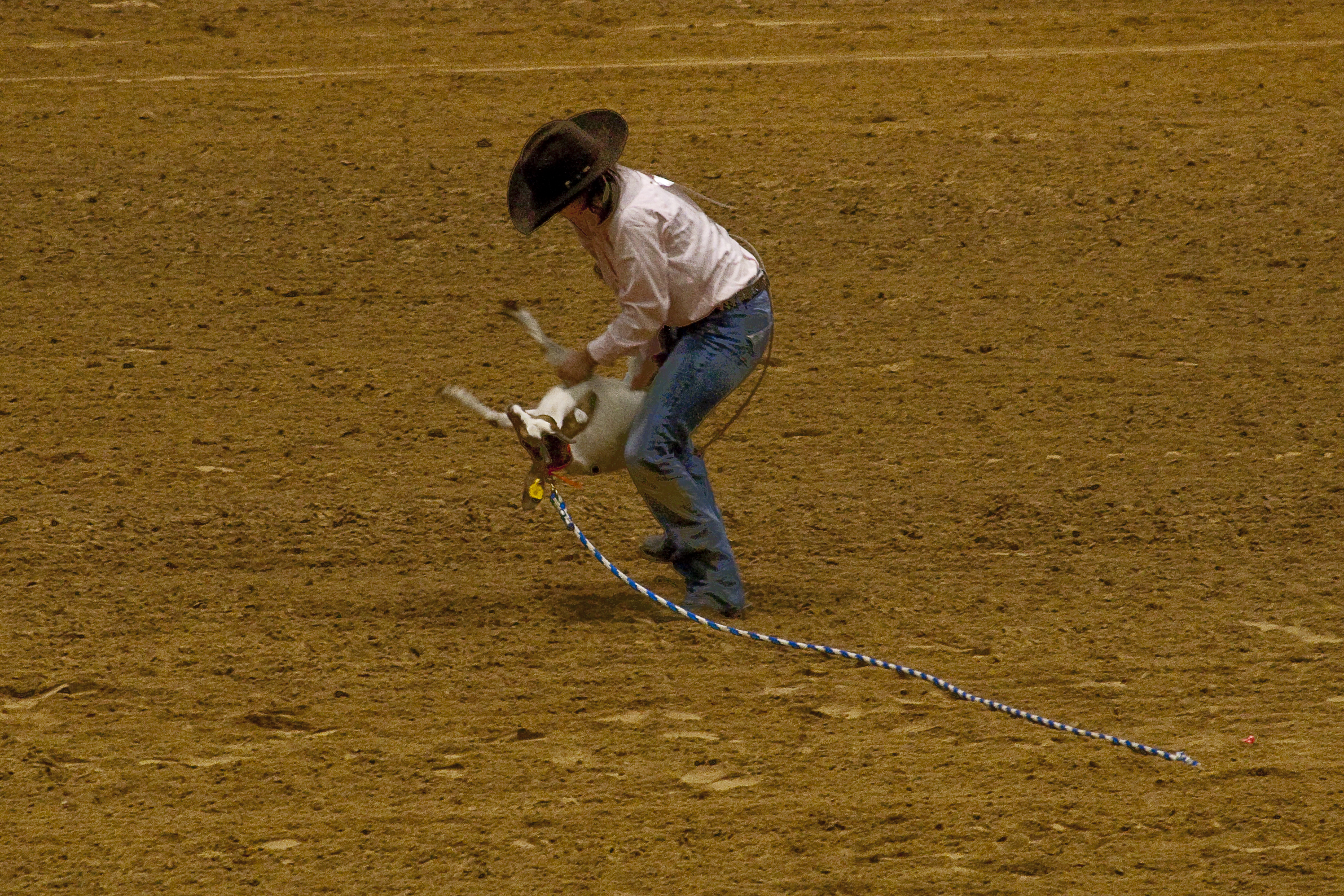
ヤギを地面に叩きつける

ゴート・タイイングは動物愛護団体の批判の対象となっており、開催地では抗議運動が行われることがある。また、獣医師はヤギが苦痛を感じていると指摘している。
こうした議論は公聴会での話題となり、カルフォルニア州ヘイワードでは実行するかどうかが理事会による投票に委ねられ、最終的に1:4で開催が決定され、実行された。